# Sandöbron
Die Sandöbrücke oder Sandö-Brücke (schwedisch Sandöbron) ist eine Stahlbeton-Bogenbrücke über den Fluss Ångermanälven zwischen Lunde und Sandö in Kramfors in der schwedischen Provinz Västernorrlands län. Die Gesamthöhe der Brücke beträgt 42 m bei einer Gesamtlänge von 810 m. Die maximale Stützweite der Brücke beträgt 264 m, zur Zeit ihrer Fertigstellung die größte Stützweite aller Betonbogenbrücken.
Das Lehrgerüst war nach dem Vorbild der von Eugène Freyssinet entworfenen Pont de Plougastel am Ufer hergestellt und auf Leichtern eingeschwommen worden. Während der Bauarbeiten stürzte das Lehrgerüst am 31. August 1939 samt der begonnenen Brücke ein, wobei 18 Arbeiter umkamen. Dieser Unfall erhielt wenig Aufmerksamkeit in der Presse, weil am nächsten Tag der Zweite Weltkrieg ausbrach. Die Brücke wurde am 16. Juni 1943 eröffnet.
1997 wurde die wichtigste Verkehrsverbindung durch die Högakustenbrücke ersetzt, eine neue Brücke über den Fluss als Verlängerung der E4.